# LAX
|  | For lufthavnen, se Los Angeles International Airport |
LAX er det tredje  studiealbum af rapperen The Game, som udkom den 26. august 2008.